# Sten Haraldsson (Gren)
Sten Haraldsson (Gren), född 1300-talet, död 1400-talet, var en svensk häradshövding.

## Biografi
Sten Haraldsson (Gren) var son till godsägaren Harald Ernilsson (Gren). Han nämns första gången 1376 och var från 1399 till 1415 häradshövding i Österrekarne härad. Sten Haraldsson var bosatt på Ål (nuvarande Grensholm) i Vånga socken. Han nämns sista gången 1417.

### Egendom
Sten Haraldsson ägde Gimmersta herrgård i Julita socken, Mem i Tåby socken och en gård i Vadstena.

### Familj
Sten Haraldsson var gift med Cecilia Nilsdotter (Ivar Nilssons ätt), dotter till Nils Magnusson och Kristina Ivarsdotter. De fick tillsammans barnen Nils Stensson, Harald Stensson, riddaren, riksrådet, riksföreståndaren Magnus Gren och kaniken Erik Stensson i Linköping.